# Думітрень (Румунія)
Думітрень, Думітрені (рум. Dumitreni) — село у повіті Муреш в Румунії. Входить до складу комуни Белеушері.
Село розташоване на відстані 242 км на північний захід від Бухареста, 22 км на південний схід від Тиргу-Муреша, 97 км на південний схід від Клуж-Напоки, 105 км на північний захід від Брашова.

## Населення
За даними перепису населення 2002 року у селі проживали 545 осіб.
Національний склад населення села:
| Національність | Кількість осіб | Відсоток |
| -------------- | -------------- | -------- |
| угорці         | 521            | 95,6%    |
| цигани         | 21             | 3,9%     |

Рідною мовою назвали:
| Мова      | Кількість осіб | Відсоток |
| --------- | -------------- | -------- |
| угорська  | 522            | 95,8%    |
| циганська | 21             | 3,9%     |